# FitCurves
FitCurves, так же известная в западных странах как Curves International, или просто Curves, — международная фитнес-франшиза, основанная Гарри и Дианой Хэвин в 1992  году. На декабрь 2013 года Кёрвс имеет более 12,000 клубов в 92 странах мира. В мае 2012 только в США зарегистрировано 3,175 клубов. Компанией руководят основатели, центральный офис находится в Уэйко, штат Техас. Программа занятий Кёрвс и тренажеры разработаны специально для женщин, хотя в некоторых клубах есть услуги и для мужчин.
В 2013 году в клубах США они представили новую программу управления весом, названную Curves Complete и объединяющую упражнения для похудения, Школу управления весом и еженедельные консультации с тренером. Школа управления весом — это курс, в котором женщины учатся создавать личный план питания. Также есть страница, на которой женщины могут вести журнал своей ежедневной активности. Также на веб сайте имеется множество статей, которые мотивируют их на здоровый образ жизни.

## История
Кёрвс основана Гарри Хэвином и его женой Дианой. Они открыли первый клуб в Харлингене, Техас, в 1992 году. Новая идея 30-минутной тренировки (включающей в себя фитнес, силовые упражнения и руководство по управлению весом) — программа разработанная специально для женщин, получила моментальный успех. Они начали развивать идею создания франшизы, которая была открыта в 1995 году. По признанию многих профильных СМИ (см. «Награды и признания»), Кёрвс является самой большой фитнес-франшизой в мире и находится в числе 10 самых больших франшиз в мире. По данным Curves International, Кёрвс достигла числа 6,000 проданных франшиз за 7 лет. Фитнес-центры Кёрвс находятся более чем в 90 странах, включая США, Канаду, Мексику, Австралию, Новую Зеландию, ЮАР и Японию. Кёрвс известна как FitCurves на Украине, Словакии, Сербии, Болгарии, Румынии, Казахстане, Польше, Беларуси, Чехии и России.

## Провалы и скандалы
В 2008 году в Ирландии разразился скандал вокруг того, что в Дублине клубы разослали письма по школам, приглашая сотрудниц и учениц на «Анализ фигуры». Формулировка «Начиная с 12 лет» вызвала озабоченность со стороны родителей. Компания принесла свои извинения, и пояснила, что «Диагностика фигуры», это лишь ранний анализ вероятности ожирения. Инцидент был исчерпан.
В 2004 году сеть клубов понесла крупный урон из-за личной благотворительной деятельности основателя — Гарри Хевина. Он пожертвовал крупные суммы антиабортным движениям ProLife («За Жизнь»), что Руфь Розен в San Francisco Chronicle назвала «Пожертвованием воинствующим группам против абортов». Статья получила широкое хождение, и породила волну протестов со стороны клиенток, которая в свою очередь привела к резким заявлениям со стороны владельцев франшиз. Однако, в открытом письме к Сан Франциско Хроникл Гарри Хевин оспорил такую формулировку и газета была вынуждена опубликовать опровержение с полным списком организаций, которым были пожертвованы деньги: Центр Семейной практики округа МакЛенан ($3.75 миллиона), Проект Совместного воздержания округа МакЛенан ($275,000) и Сеть Заботы ($1 миллион). Когда стали известны названия организаций, Руфь Розен не смогла назвать, какая из них является по её мнению «воинствующей». Однако, репутацию компании пришлось нарабатывать заново. Сама Руфь Розен признаёт, что в движении за права женщин уже давно произошла подмена понятий, что давно речь уже идёт не о равноправии женщин, а о вседозволенности, и своё единство взглядов с ЛГБТ движением ставит себе в заслугу.
Много критики компания получила и вследствие отсутствия единых стандартов в трудоустройстве работников на постсоветском пространстве. Одно время компания даже находилась в чёрном списке работодателей, несмотря на то, что сама компания на работу приняла всего несколько человек — в центральный офис. Большинство обиженных экс-сотрудниц указывают, что работали на ФитКёрвс, а не на ИП/ЧП — в итоге страдает бренд.

## В постсоветском пространстве
На Украине FitCurves появились в 2007 году, и со слов мастер-франчайзи по Украине, оказались единственной сетью фитнес-клубов в Киеве, которые не закрылись, но и выросли в количестве во время кризиса 2008 года.
В России с 2010 года.
В 2012 году открылись Беларусь и Казахстан.
На начало 2014 года было открыто 220 клубов.
Совместно с центром Лисод сеть выступила организатором движения «Побеждая рак груди»
Регион Украина-Россия занял второе место по скорости развития компании (первое место — Япония).

## Исследования университета БэйлораБэйлорский университет
Программа тренировок Curves и тренажеры спроектированы специально для женщин. Вся программа сконцентрирована вокруг так называемой круговой тренировки, использующей тренажеры. Система силовых тренировок объединена с кардио-тренировками для достижения лучшего результата. Программа получает много критики и недоверия из-за длительности тренировки — всего 30 минут. Поэтому компания делает большой упор на постоянные исследования программы на эффективность в Центре лечебной физкультуры, питания и профилактики здоровья Университа Бэйлора и Американского Колледжа спортивной медицины.

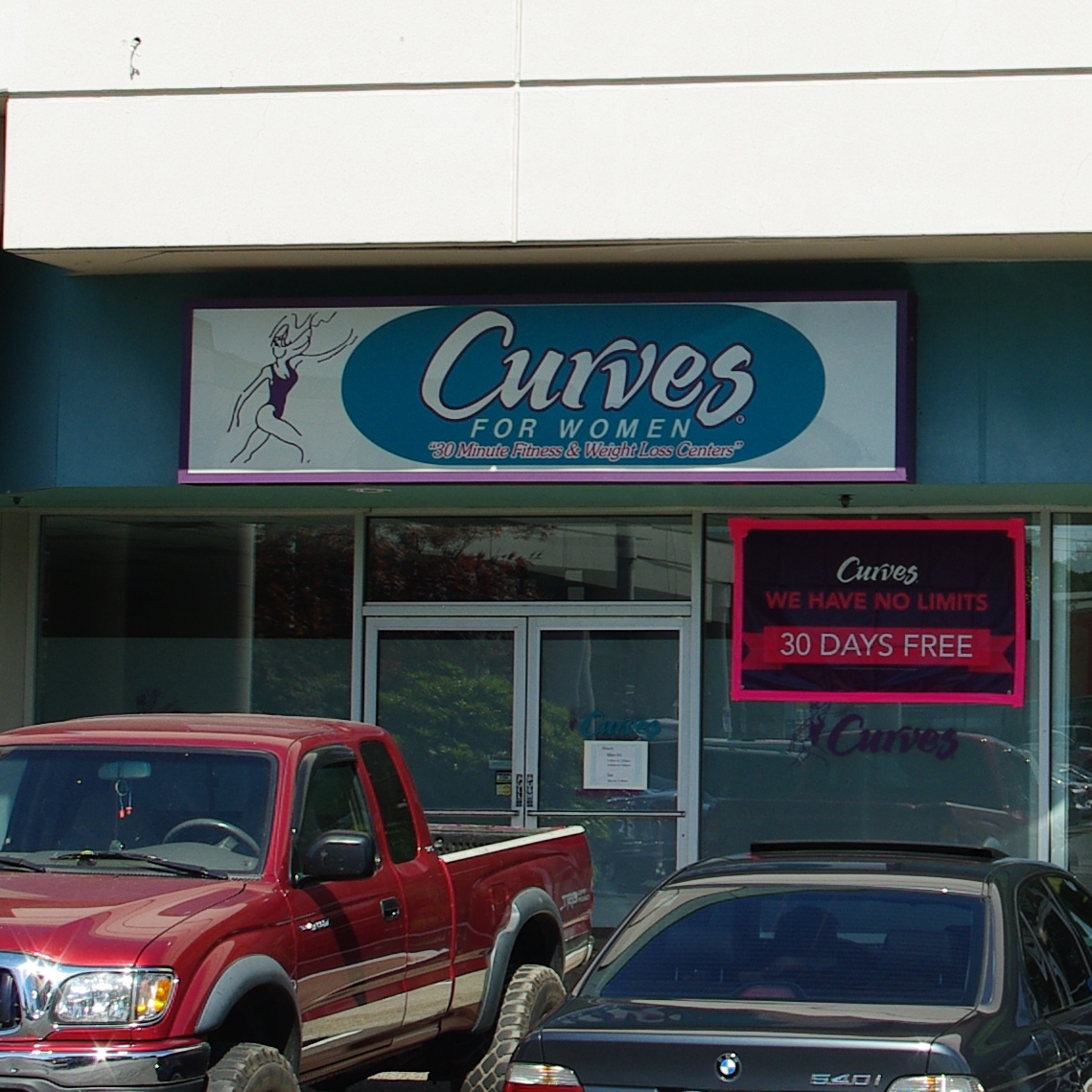
Один из клубов в Хилсборо (Орегон)

в 2002 году лаборатория исследования спорта и физических упражнений при университете Бэйлора начала исследования эффективности фитнес-программы Кёрвс и школы управления весом. Кёрвс получила награду ESNL — 5 миллионов долларов, а также пятилетний грант для старта Curves Women’s Health Initiative.
В 2008 этот грант перешёл вместе с Ричардом Крейдером в Техасский университет A&M.
Задача исследований — проверить как краткосрочное, так и долгосрочное влияние программы тренировок Кёрвс и программы управления весом, выявить пути улучшения через разнообразие диет, упражнений и пищевых добавок, а также выявить способы улучшить здоровье и самочувствие женщин. Исследования подтвердили эффективность программы занятий компании, а также выявили много особенностей реагирования женского организма на силовые нагрузки и прямую зависимость от последних.
Результаты исследований опубликованы в журнале федерации Американских сообществ экспериментальной биологии (США), журнале Обзор медицины и науки в спорте и упражнениях (США), журнале Обзор спортивного питания (США), и журнале Питание и метаболизм (США). Расширенный список публикаций доступен здесь: Exercise & Sport Nutrition Laboratory - Curves page (5 сентября 2008). Дата обращения: 23 ноября 2008. Архивировано из оригинала 22 декабря 2008 года.
В 2010 Национальная Ассоциация силы и ухода (NSCA) наградили доктора Крайдера, главу отделения Здоровья и кинезиологии в Техасский университет A&M, премией 2010 NSCA Nutrition Research Achievement Award за его работу в изучении программы занятий Кёрвс.
Множественные изучения показали что программа Кёрвс эффективна для: жиросжигания, наращивания мышечной массы, улучшения метаболизма и аэробной активности, результатом тренировок становятся здоровые кости, мышцы и суставы. Перевод заключения Ричарда Крайдера на русский язык доступен здесь: Заключение Baylor University про программу занятий FitCurves (недоступная ссылка — история). Фитнес 7 Ветров..

## Социальная активность
Ноябрь 2009 — Американское онкологическое общество признало вклад Сurves International наградой Corporate Impact Award за общественную деятельность пожертвованиями в сумме одного миллиона долларов в 2009 году.
Январь 2010 — Основатель Сurves Гарри Хэвин, будучи пилотом, собрал на самолёте компании врачей из Индианы и Миссури и вылетел с ними на Гаити для оказания помощи жертвам землетрясения. Для того чтобы оказать ещё больше помощи пострадавшим, Кёрвс начали продажу футболок с изображением рельефа Гаити в своих клубах. Все сборы от продажи футболок пошли на обеспечение базовых потребностей пострадавших, таких как пища, одежда и жильё. Самолёт компании курсировал два раза в день между Гаити и Майми, вывозя оказавшихся сиротами и бездомными детей в Майами для помощи. Компания продавала специальные футболки с символикой Гаити, чтобы собрать больше средств для помощи пострадавшим.
Май 2010 — Весной 2010 года клубы Кёрвс приняли участие в 12-м праздничном Curves Food Drive. Вместе клубы собрали 3175 тонн продуктов и пожертвовали её местным FoodBanks (организации, занимающиеся сбором продуктов для бедных слоёв населения). С 2004 года, the Curves Food Drive собрал более 27000 тонн продуктов.
Март 2011 — Гарри и Диана Хэвины избраны для участия в реалити-шоу телеканала ABC под названием «Тайный Миллионер» (Secret Millionaire). Они упаковали необходимые вещи и поехали в Хьюстон, Техас для того чтобы втайне провести 10 дней в старом доме 1920-х годов. В завершении эпизода Хэвины пожертвовали $410,000 трём местным организациям: The Lazarus House, No More Victims, Inc., and The Sean Ashley House.

## Награды и признания
- Номер 1. Лучшая новая франшиза — журнал Entrepreneur (два года подряд)
- Номер 2. Лучшая франшиза — журнал Entrepreneur (два года подряд)
- Наиболее быстрорастущая франшиза в мире — журнал Entrepreneur (два года подряд)
- Самая быстрорастущая франшиза в истории — Агентство Reuters
- Гарри Хэвин — предприниматель 2004 года — Ernst & Young
- Gold Effy Award — American Marketing Association
- Гарри Хэвин получил награду Визионер года 2004 — International Health, Racquet and Sportsclub Association
- Самая большая фитнес-франшиза в мире — Guinness World Records
- Номер 15 лучшая франшиза — 2007 рейтинг 500 франшиз, Журнал Entrepreneur
- Лучшие глобальные франшизы из Америки — № 7 (2007); № 3 (2006); № 2 (2005); № 2 (2004)
- Первое место в своей категории — (2007); (2006); (2005); (2004); (2003)
- Рейтинг 500 франшиз — № 15 (2007); № 3 (2006); № 2 (2005); № 2 (2004); № 2 (2003)
- Самые быстрорастущие франшизы (журнал Entrepreneur) — № 23 (2007); № 5 (2006); № 1 (2005); № 2 (2004); № 1 (2003)
- The Canadian American Business Council признала Curves International и Mytrak Health System за их вклад в CurvesSmart.Curves to Receive Business Achievement Award for CurvesSmart technology (Press release). Curves International. Архивировано из оригинала 9 марта 2012.
- Диана Хэвин получила награду «Бизнес-леди Техаса» в 2006.Events to Inspire, Invigorate, Ignite. Women’s Chamber of Commerce of Texas. Архивировано из оригинала 15 мая 2014 года., Women's Chamber of Commerce of Texas Honors Curves Founder as Texas Businesswoman of the Year (Press release). Curves International. Архивировано из оригинала 9 марта 2012.
- Curves признана одной из лучших программ тренировок журналом Health Magazine 2009.Health Magazine Votes Curves One of America's Healthiest Gyms (Press release). Curves International. Архивировано из оригинала 9 марта 2012.
- Гарри Хэвин назван журналом Newsweek’s «Наиболее успешным среди бывших на грани провала» List 2010.Curves CEO Gary Heavin Named to Newsweek's "Most Successful Almost Failures" List (Press release). Curves International. Архивировано из оригинала 9 марта 2012.
- Диана Хэвин названа журналом Self-Made Magazine «одной из 50 женщин, которые вдохновляют нас» 2010.Inspiring Female Entrepreneurs. U.S. Chamber of Commerce. Архивировано из оригинала 15 мая 2014 года.
- Гарри Хэвин включен в список «10 наиболее ярких основателей франшиз, которым вы благодарны вечно» 2010 года.The 10 Most Brilliant Franchise Founders We're Eternally Grateful For. Business Insider.

## В поп-культуре
- Curves была пародирована в мультфильме Симпсоны в эпизоде Husbands and Knives, в котором Мардж открыла успешную спортивную франшизу, названную Shapes ;
- Также франшиза была пародирована в одном из эпизодов мультсериала Южный парк под названием D-Yikes!.
- В ситкоме Новые приключения старой Кристин, главная героиня Кристин Кэмпбелл владеет тренажерным залом похожим на Curves — зал с 30-минутными тренировками для женщин, в котором женщинам записанным голосом предлагается «Поменяйте станцию!» каждые 30 секунд.